# لويس غارسيا سيلفا
لويس غارسيا سيلفا (بالإسبانية: Luis García Silva)‏ هو سياسي مكسيكي، ولد في 3 مارس 1968 في المكسيك. حزبياً، نشط في الحزب الثوري المؤسساتي. وقد انتخب عضو مجلس النواب المكسيك.